# Нафта нафтено-ароматична
Нафта нафтено-ароматична (рос. нефть нафтено-ароматическая; англ. naphthenoaromatic crude oil; нім. naphtenaromatisches Erdöl n) — нафта, дистилятна частині якої характеризується переважанням нафтенових і ароматичних вуглеводнів (причому кількість останніх до вищих фракцій зростає), низьким вмістом твердого парафіну (як правило, нижче 1 %); кількість асфальтено-смолистих речовин часто сягає 20 % і більше.
Хімічна класифікація нафт розроблена в ГрозНДІ (Грозненський НДІ).
За переважанням (більше 75 % за масою) одного з класів вуглеводнів розрізняють, по-перше, три основні класи нафт, а саме:
- 1) метанові (М),
- 2) нафтенові (Н),
- 3) ароматичні (А).

По-друге, розрізняють також шість змішаних класів нафт, в яких при 50 % за масою одного класу вуглеводнів міститься додатково не менше 25 % іншого класу вуглеводнів, тобто класи:
- 4) метаново-нафтенові (М-Н),
- 5) нафтеново-метанові (Н-М),
- 6) ароматично-нафтенові (А-Н),
- 7) нафтеново-ароматичні (Н-А),
- 8) ароматично-метанові (А-М),
- 9) метаново-ароматичні (М-А).

В змішаному (10) типі нафти (нафта метано-нафтено-ароматична) (М-Н-А) всі класи вуглеводнів містяться приблизно порівну.